# 转移金属化
转移金属化或金属交换反应（英語：transmetalation或transmetallation）是一种配体在金属原子间发生转移的有机金属反应。该反应典型的形式为M1-R + M2-R' → M1-R' + M2-R，R和R'包括但不限于烷基、芳基、炔基、烯丙基、卤素或拟卤素基团。鉴于热力学和动力学因素，这一反应通常是不可逆的。热力学上，金属的电负性有利于反应的进行；动力学上，涉及的两种金属如存在空轨道，也有利于反应进行。 转移金属化包括不同的类型，即氧化还原-转移金属化和氧化还原转移金属化/配体交换。转移金属化过程中，金属-碳键被激活，新的金属-碳键形成。转移金属化通常应用于催化剂、主族元素化合物合成和过渡金属化合物的合成。

## 转移金属化反应的分类

### 氧化还原-转移金属化
氧化还原-转移金属化过程中，配体经分子间机理，从一种金属转移到另一种金属。本反应通常的形式为M1n+-R + M2 → M1 + M2n+-R。反应中，一种金属中心被氧化，另一种被还原。金属和配体的电负性推动反应的进行。如果M1电负性强于M2，也就是说M2失去电子的能力更强，那么热力学上R基团倾向于和M2配位。

### 氧化还原-转移金属化/配体交换
氧化还原-转移金属化/配体交换过程中，两种金属化合物的配体发生互换，分别和另一种金属中心结合。通常的反应式为M1-R + M2-X → M1-X + M2-R。R配体可以是烷基、芳基、炔基、烯丙基，X配体可以是卤素、拟卤素、烷基或芳基。反应可能经过两个中间步骤。第一步，R和X两个配体桥接两种金属，形成稳定的过渡态中间产物。
第二个中间产物较为少见，形成的是一种阳离子，R配体和两种金属桥联，X配体成为阴离子。本反应以协同反应方式进行。和氧化还原-转移金属化类似，本反应受到电负性影响，X配体倾向于和高电负性的金属结合，如M2电负性高于M1，热力学上R配体和X配体更易发生交换。
两大类反应中，M1通常为IV B族或者V B族过渡金属，M2通常为主族或者III B族金属。根据电负性，可以判断反应是否能够进行，反应将得到何种产物。例如，因为汞的电负性高于铝，可以判断二苯基汞（HgPh2）和铝（Al）反应会得到汞（Hg）和三苯基铝（AlPh3）。

## 转移金属化反应的应用

### 交叉偶联反应
转移金属化常被用作交叉偶联反应催化循环中的一个步骤。某些交叉偶联反应包含转移金属化过程，如施蒂勒反應、铃木反应、薗头偶合反应、根岸偶联反应。含钯催化剂是交叉偶联催化剂中较为常用的一类。交叉偶联反应通常的反应式为R'-X + M-R → R'-R + M-X，用于形成碳-碳键。R和R'可以是任何含碳单元。不同类型的交叉偶联反应，所用的M不同。施蒂勒反應使用锡，鈴木反應使用硼，薗頭偶合反應使用铜，根岸偶聯反應使用锌。钯催化反应的转移金属化步骤中，通过加入R-M化合物，来形成R'-Pd-R化合物。
交叉偶联反应在合成化学乃至药物化学中都有广泛应用。一种抗肿瘤药物，(±)-epi-假白榄酮，就是用施蒂勒反應合成的；铃木反应可用于合成另一种抗肿瘤药物，oximidine II；薗頭偶合反應可用于合成抗癌药物恩尿嘧啶；根岸偶聯反應可经转移金属化级联反应合成一种类胡萝卜素——β-胡萝卜素。

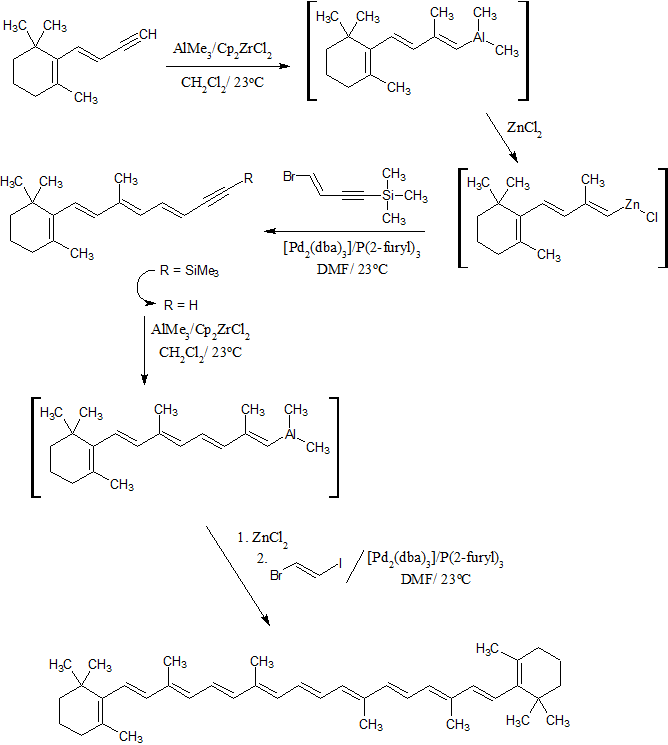
根岸偶聯反應和转移金属化合成β-胡萝卜素

### 镧系元素
镧系有机金属化合物可用氧化還原-轉移金屬化反应和氧化還原-轉移金屬化/配體交換反应合成。镧系元素的电负性很小。
有机汞化合物如二苯基汞（HgPh2），和有机锂试剂或格氏试剂不同，在氧化還原-轉移金屬化反应和氧化還原-轉移金屬化/配體交換反应中通常呈惰性，使得官能衍生物能够被合成。芳基汞化合物常被用来合成镧系有机化合物。在氧化還原-轉移金屬化反應中，Hg(C6F5)2比HgPh2是更好的反应试剂，因为前者不需要激活金属原子这一步骤。然而，含苯基的镧系化合物比含五氟苯基的镧系化合物有更好的热力学稳定性。HgPh2的加入，使镱化合物中的镱元素呈现出两种不同的价态：
Yb(C10H8)(THF)2 + HgPh2 → YbIIYbIIIPh5(THF)4
在Ln(C6F5)2型化合物中（Ln可以是Yb、Eu或Sm），Ln-C键有较高的反应活性，在氧化還原-轉移金屬化/配體交換反应中有利。质子性基底可作为反应物和Ln(C6F5)2反应：Ln(C6F5)2 + 2LH → Ln(L)2 + 2C6F5H。可通过如下反应避免LH与不稳定的Ln(C6F5)2反应：
Ln + HgR2 + 2 LH → Ln(L)2 + Hg + 2 RH
有机锡化合物在氧化還原-轉移金屬化和氧化還原-轉移金屬化/配體交換反应中也是不活跃的试剂，在很多有机金属反应中都有应用，也可以通过一些反应来合成镧系金属化合物：
Yb + Sn(N(SiMe3)2)2 → Yb(N(SiMe3)2)2 + Sn

### 锕系元素
氧化還原-轉移金屬化反应可以用来合成锕系金属化合物，如用铀和汞卤化物来合成铀卤化物：U + HgX → UX + Hg (X可以是Cl，Br，或I)。这一反应还可以用多种汞化合物，令不同的配体与金属进行配合：
2 U + 3 (C5H5)2Hg + HgCl2 → 2 (C5H5)3UCl + 4 Hg

### 碱土金属
碱土金属可用氧化還原-轉移金屬化/配體交換反应合成，借助的方法与合成镧系金属化合物类似。二苯基汞的使用会使反应生成金属汞单质。由于汞对人和环境的毒性，汞单质的操作和处理较有难度。因此，三苯基铋（BiPh3）成为了合适的替代品。汞和铋的电负性值相近，在氧化還原-轉移金屬化/配體交換反应中的性质也相似。BiPh3被用于合成碱土金属酰胺化合物和碱土金属环戊二烯化合物。这些合成反应使用HgPh2和BiPh3的不同在于BiPh3需要的反应时间更长。